# Phaeoceros tuberosus
Phaeoceros tuberosus är en bladmossart som först beskrevs av Thomas Taylor, och fick sitt nu gällande namn av Johannes Max Proskauer. Phaeoceros tuberosus ingår i släktet Phaeoceros och familjen Notothyladaceae. Inga underarter finns listade i Catalogue of Life.